# Flocke
Flocke (ˈflɔkə) és una femella d'os polar nascuda en captivitat al Zoo de Nuremberg l'11 de desembre del 2007. Poques setmanes després de néixer, se l'apartà de la seva mare després que es despertés preocupació per la seva seguretat. Tot i que el zoo havia establert una estricta política de no interferència amb els seus animals, l'equip del zoo preferí criar el cadell a mà. Aquesta decisió es produí en un moment en què el zoo rebia una atenció negativa dels mitjans de comunicació després que una altra ossa polar suposadament es mengés els seus cadells nounats.
De manera similar a l'excitació suscitada per Knut, un os polar nascut en captivitat i criat a mà al Zoo de Berlín, Flocke ('floquet de neu' en alemany) esdevingué ràpidament una sensació mediàtica. El seu recinte esdevingué una popular atracció turística després la seva presentació al públic el 8 d'abril del 2008. El seu nom fou inscrit com a marca registrada i la seva imatge aparegué en joguines i en publicitat arreu de la ciutat. El zoo anuncià el maig del 2008 que el cap del Programa de les Nacions Unides per al Medi Ambient Achim Steiner esdevindria el padrí oficial de Flocke. El programa espera utilitzar Flocke com a ambaixadora per conscienciar sobre el canvi climàtic. Una setmana després de la introducció d'un os nascut a Rússia anomenat Rasputin al recinte de Flocke, a finals del 2009 s'anuncià que ambdós serien transferits a Marineland (sud de França), on arribaren l'abril del 2010.

## Infància i polèmica

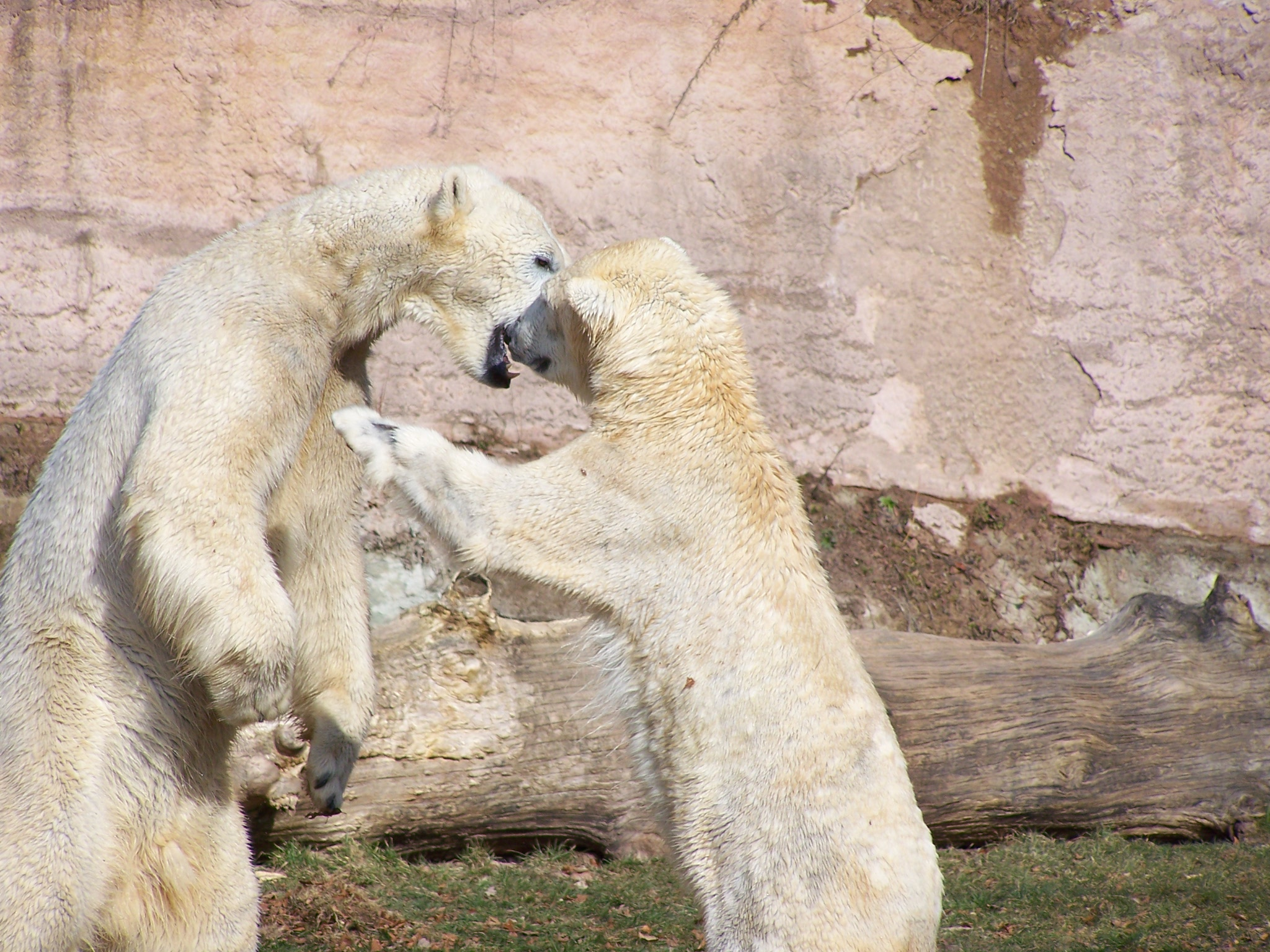
Els progenitors de Flocke, Felix i Vera

Flocke nasqué al Zoo de Nuremberg l'11 de desembre del 2007, filla de Vera (nascuda el 2002 a Moscou) i Felix (nascut el 2001 a Viena). Un altre os polar femella de Nuremberg, Vilma, donà a llum al voltant d'aquell temps el que els encarregats creien que eren dos cadells. Els treballadors del zoo, implementant una estricta política de no interferència, no foren capaços de determinar exactament quants cadells havien nascut. Es deia que el zoo no desitjava crear un circ mediàtic similar al que envoltà Knut, un os polar orfe del Zoo de Berlín que havia esdevingut una celebritat internacional l'any anterior. Dies després que el zoo reafirmés la seva política de no interferència, el diari de gran tirada Bild publicà un article amb el titular «Per què no salva ningú els bufons bebès Knut del Zoo de Nuremberg?».
A principis de gener, Vilma semblava nerviosa, i rascava agitadament la seva caixa de menjar, i no hi havia cap indici de les seves cries. Es creu que se les menjà; quan se li preguntà per què, el director del Zoo de Nuremberg Dag Encke declarà que podrien haver estat malalts, una circumstància en la qual els ossos polars salvatges sovint es mengen les cries. Ràpidament, el zoo s'hagué d'enfrontar a dures crítiques d'arreu d'Alemanya i dels medis globals per haver permès aparentment que els cadells morissin. El director de la Societat per la Protecció dels Animals Alemanya digué que el zoo havia actuat de manera irresponsable i que «era la responsabilitat ètica de la direcció donar als cadells d'os polar l'oportunitat de viure. Utilitzar l'argument "la natura és així" com a excusa per haver intervingut massa tard és cínic i inadequat». Visitants enfurismats s'ajuntaven davant del recinte de l'os polar i cridaven rabenmutter ('mare malvada') cada vegada que Vilma feia una aparició.
Mentrestant, Vera era vista sortint del seu cau per primera vegada. El seu únic cadell, encara indefens a la tendra edat de quatre setmanes, semblava gaudir d'una bona salut. Un parell de dies després de la reacció dels mitjans per la desaparició de les cries de Vilma, Vera començà a fer coses estranyes, com ara portar el seu cadell (que aleshores encara no tenia nom) d'una banda a l'altra del recinte i deixar-lo caure repetidament al terra dur com una pedra. Preocupats per la seguretat del cadell, el Zoo de Nuremberg prengué la polèmica decisió de treure'l de la cura de la seva mare i criar-lo a mà.

## Fama

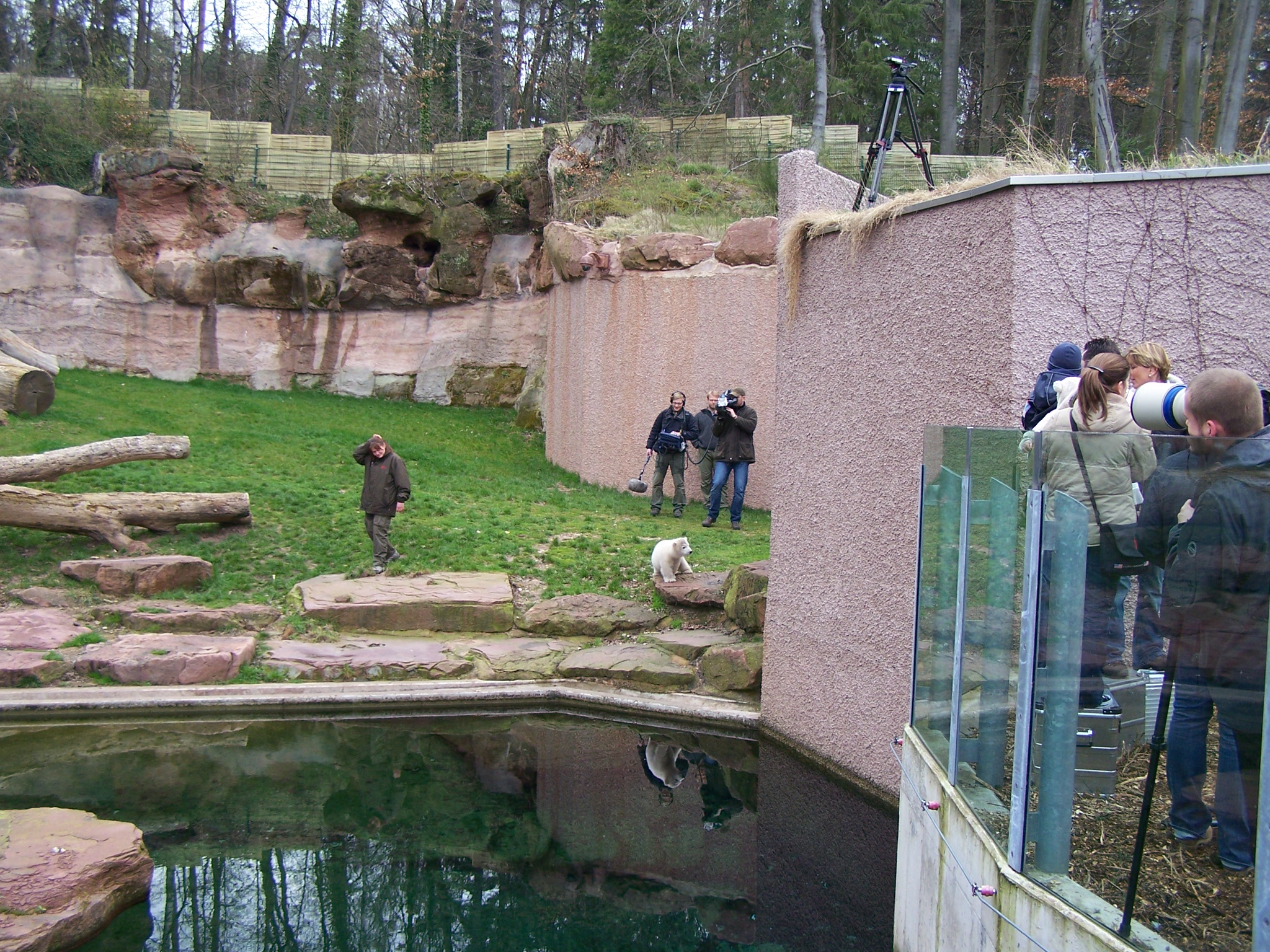
Periodistes i visitants miren com Flocke juga al seu recinte.

Menys d'una setmana després que el cadell de Vera fos retirat del recinte de l'os polar, el zoo li dedicà un lloc web. Oferia notícies freqüents sobre la seva salut i desenvolupament, així com fotografies i vídeos exclusius. Per mitjà del web, el zoo també celebrà un concurs en què els fans podien votar el nom del cadell. El nom oficial fou anunciat el 18 de gener del 2008 per Ulrich Maly, alcalde de Nuremberg, i transmès en directe per la televisió. Malgrat l'enorme nombre de suggeriments enviats per correu electrònic des d'arreu del món (incloent-hi «Stella», «Knutschi», «Sissi» i «Yuki Chan»), el zoo la batejà oficialment com a Flocke, que en alemany significa 'floquet de neu'. Flocke, utilitzat àmpliament pels mitjans, era el sobrenom que li havien donat al principi els empleats del zoo a causa del seu pelatge blanc.
El creixement de Flocke fou seguit de ben a prop pels mitjans. Quatre empleats del zoo s'alternaven per alimentar el cadell amb 140 mil·límetres de llet artificial cada quatre hores, i la notícia que havia obert els ulls per primer cop copà les portades uns dies abans que se la bategés oficialment. A l'edat de cinc setmanes, Bild s'hi referia com a «Sra. Knut», suggerint que els dos ossos polars nascuts a Alemanya podrien ser una parella quan maduressin. A mesura que creixia, la dieta de Flocke fou enriquida amb menjar de gos, i quan ja tenia tres mesos se li donaven ossos bullits perquè els mastegués. Aviat se la dugué a la piscina de principiants del zoo perquè posés en pràctica les seves habilitats de natació. El zoo havia dit amb anterioritat que cercava un altre cadell d'os polar o os bru orfe per criar-lo juntament amb Flocke a fi de millorar-ne el desenvolupament.
El 8 d'abril del 2008, Flocke feu la seva primera aparició pública al recinte d'os polar que abans havia estat la llar de Vilma; aquesta última havia estat transferida a un altre zoo. El cadell, de quatre mesos d'edat, fou rebut el primer dia per més de 160 periodistes i mitja dotzena d'equips de càmera internacionals. Durant la primera setmana, Flocke fou exhibida durant intervals curts amb pauses al migdia. Esperant-se un pic de 20.000 visitants, el zoo construí una plataforma d'observació capaç d'albergar 500 persones alhora davant del recinte, però les visites del públic foren menys del que s'esperava. El zoo utilitza un sistema de transmissió de vídeo i d'enregistrament de Bosch Security Systems per transmetre imatges de qualitat apta per la TV del cadell a un parell de pantalles grans de 46 polzades. Aquest sistema, que inclou una càmera a l'exterior del recinte, fou implementat per ajudar el zoo a respondre a la demanda dels visitants que volien veure Flocke.
Tanmateix, poc després del seu debut, Flocke es trobà al centre d'una polèmica quan el destacat ecologista Jürgen Ortmüller, president del Fòrum per a la Protecció de les Balenes i els Dofins, contractà un advocat per aturar l'explotació del cadell d'os polar per part del Zoo de Nuremberg. Afirmant que l'exposició de Flocke al públic tindria efectes perjudicials i que al zoo només li interessava guanyar diners, Ortmüller contractà el prominent advocat Ralf Bossi per enfrontar-s'hi als tribunals.

## Màrqueting i drets de marca
Poc després que Flocke fos rescatada al gener, la ciutat s'assegurà els drets de marca del seu nom. Posteriorment, el zoo llançà un logo oficial. Flocke formà part d'una important campanya de publicitat a Nuremberg quan se la mostrà amb la frase Knut war gestern («Knut és cosa d'ahir») en pòsters de la regió metropolitana de la ciutat. Aquests pòsters foren col·locats a nombroses parades d'autobús i estacions de tren arreu de la ciutat.
Anomenada «Flockemania» a la premsa (similar a la «Knutmania» de l'any anterior), la popularitat del cadell es disparà a principis del 2008. La seva imatge ha estat utilitzada en jocs, diaris, peluixos, DVD, postals i altres articles. El primer producte llançat, un joc de taula basat en Flocke i que fou llançat al febrer, fou fabricat per la marca de Fürth Noris-Spiele, part de Georg Reulein GmbH & Co. KG. La coneguda empresa de joguines Steiff començà a vendre una sèrie de peluixos de Flocke a partir del maig següent. Actualment, els ingressos derivats d'aquests productes es destinen al zoo i a programes de supervivència d'espècies.

## Publicitat posterior
A l'abril del 2008, el zoo reduí la interacció dels humans amb el cadell, amb l'esperança que un dia pugui coexistir amb membres de la seva espècie i no depengui dels humans. Flocke esdevingué més independent dels seus vetlladors, i sovint se la veia feliç jugant tota sola. Se li donà un «ninot» de plàstic, semblant al xumet d'un infant, lligat a les barres de l'interior de la porta del seu estable, perquè el xuclés mentre reposava. Aquestes pipes feren que el nas del cadell semblés tort; el seu musell conservà aquesta forma durant un temps abans de tornar al seu estat normal.

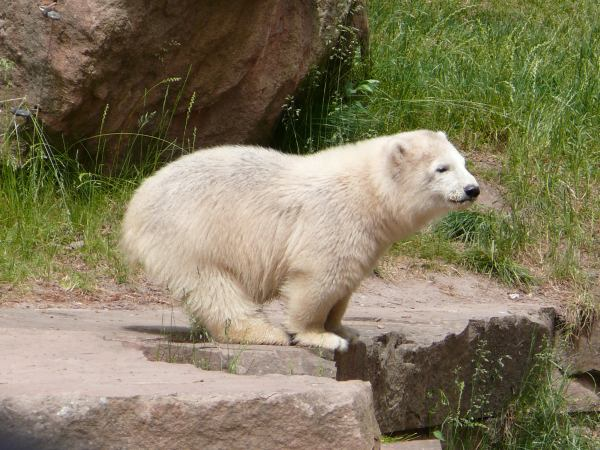
Flocke al seu recinte el maig del 2008

A l'edat de sis mesos, s'informà que Flocke, que aleshores s'alimentava majoritàriament d'un quilogram de carn de bou, verdures variades i un litre de llet de cadell al dia, tenia el pes adequat pel seu desenvolupament, amb 45 kg. El veterinari del zoo Bernard Neurohr també destacà el caràcter llaminer de l'os, dient que «a Flocke li entusiasmen el raïm, el meló, el kiwi i les peres», amb una afecció especial pels plàtans.
El cap del Programa de les Nacions Unides per al Medi Ambient Achim Steiner es convertí en el padrí oficial de Flocke el maig del 2008. Assumint aquest paper, Steiner reconegué els esforços del Zoo de Nuremberg per la protecció local del clima, afirmant que «estic satisfet que m'hagin demanat ser el padrí del cadell d'os polar de Nuremberg, Flocke. Espero sincerament que durant la seva vida siguem capaços d'implementar una economia verda global».
El juny del 2008 s'anuncià una nova campanya de pòsters amb Flocke; l'objectiu era augmentar la consciència pública de la capacitat dels individus de protegir el clima de la Terra. Patrocinat pel Zoo de Nuremberg juntament amb la Regió Metropolitana de Nuremberg, el pòster mostrava Flocke amb la frase Klimaschutz beginnt vor Ort ('La protecció del clima comença a casa'). El zoo també publicà un fulletó de butxaca amb Flocke, titulat «Petita guia de la protecció del clima», i que ensenyava als visitants com reduir les seves emissions de diòxid de carboni. El Zoo de Nuremberg anuncià al setembre que havia assolit el seu visitant número 1.000.000 del 2008 (dos mesos abans que l'any anterior.) Tot i que la venda de bitllets per tot l'any augmentaren gràcies a la popularitat de Flocke, les xifres no es correspongueren amb les grans expectatives. Al mateix mes s'anuncià que el cadell, que ja pesava 60 kg, ja no tindria pauses pel dinar al seu estable, sinó que romandria tot el dia al seu recinte.

## Rasputin i transferències a França i el Regne Unit
Al desembre del 2008, un cadell d'os polar mascle de Moscou fou transferit al Zoo de Nuremberg pel que es pensava que seria una estada llarga abans que se'l portés definitivament a un zoo de Madrid. El mascle, anomenat Rasputin i que en un principi havia de quedar-se a Alemanya durant un any, compartí el recinte de Flocke. El Zoo esperava que Rasputin, que, a diferència de Flocke, havia estat criat per la seva mare, ensenyaria al seu os cèlebre com interaccionar amb els membres de la seva espècie. Segons una declaració de la ciutat, «els ossos es porten de meravella».
El 21 d'octubre del 2009, la ciutat de Nuremberg anuncià que Flocke i Rasputin serien transferits ensems a un nou recinte a Marineland, situat a Antíbol (França), a principis del 2010. A causa de l'estreta relació entre els dos ossos adolescents, experts del Programa Europeu de Cria de Conservació (Europäischen Erhaltungszucht-Programms, o EEP) decidiren que calia mantenir-los junts. El recinte que deixaren lliure a Nuremberg fou utilitzat per un os mascle per donar a la mare de Flocke, Vera, una nova oportunitat de tenir cries. Malgrat l'intent per part del grup animalista PETA d'aturar la mudança a l'últim moment, Flocke i el seu company arribaren a Marineland el dia 23 d'abril, on foren instal·lats a l'única piscina d'aigua salada d'Europa. Uns mesos després, el director zoològic de Marineland anuncià que Rasputin i Flocke començaven a mostrar senyals d'interès reproductiu l'un envers l'altra, però no s'esperava que criessin fins a l'edat de cinc anys. A finals del 2014, Flocke i Rasputin tingueren una cria que fou anomenada «Hope» com a resultat d'un concurs a Facebook. El desembre del 2019 en tingueren tres més, que foren anomenades «Tala», «India» i «Yuma», també pels internautes. A mitjans del 2021, Flocke i les seves tres últimes cries foren transferides al Yorkshire Wildlife Park (Regne Unit) seguint les recomanacions del Programa Europeu d'Espècies en Perill. El juliol del 2022 es començaren a barrejar amb els ossos polars adults que ja hi vivien, després d'un any de separació per donar temps de créixer a Indie i Yuma. A principis del 2024, Flocke i Tala tornaren a ser traslladades, aquest cop a la Jimmy's Farm & Wildlife Park, prop d'Ipswich, on conviuen amb Ewa, una ossa polar rescatada.